# Ambasciatori austriaci in Portogallo
L'ambasciatore austriaco in Portogallo è il primo rappresentante diplomatico dell'Austria (già del Sacro Romano Impero, dell'Impero austriaco e dell'Impero austro-ungarico) in Portogallo.
Le relazioni tra i due paesi iniziarono nel Settecento e si interruppero in occasioni particolari, come ad esempio l'occupazione del Portogallo da parte di Napoleone nel 1807.

## Sacro Romano Impero
- 1700-1709: Karl Ernst von Waldstein
- 1709-1716: Franz Ferdinand von Kuenburg
- 1716-1718: Juan Martín
- 1718-1723: Pablo Martín
- 1723-1725: Juan Jacinto Vázquez y Vargas
- 1725-1727: Michele Strozzi

1727-1730: Vacante
- 1730-1737: Johann von Albrecht e Konrad Adolf von Albrecht

1737-1746: Vacante
- 1746-1747: Philipp Josef von Orsini-Rosenberg
- 1747-1748: Johann Philipp Stoltius

1748-1750: Vacante
- 1750-1751: Georg Adam von Starhemberg

1751-1759: Vacante
- 1759: Johann Sigismund von Khevenhüller-Metsch
- 1759-1764: Johann Baptist Keil
- 1764-1765: Philipp von Welsperg zu Raitenau e Primör
- 1765-1768: Johann Baptist Keil
- 1768-1809: Adam von Lezeltern

## Impero austriaco
1809-1813: Vacante
- 1813-1818: Adam von Lezeltern
- 1818-1819: Heinrich von Bombelles

1819-1820: Vacante
- 1820-1821: Lothar von Berks

1821-1823: Vacante
- 1823-1824: Franz Binder von Krieglstein

1824: Vacante
- 1824-1827: Wilhelm von Pflügl
- 1827-1828: Heinrich von Bombelles

1828-1841: Vacante
- 1841-1846: Wenzel von Mareschall
- 1846-1847: Albert von Crivelli
- 1847-1852: Georg von Esterhäzy
- 1852: Karl von Walter
- 1852-1857: Nikolaus von Giorgi
- 1857-1867: Eduard von Lebzeltern-Collenbach

## Impero austro-ungarico
- 1867-1869: Ferdinand Marckwort
- 1869-1884: Alois von Dumreicher
- 1884-1887: Ernst von Brenner
- 1887-1888: Florian von Rosty von Barkocz
- 1888-1889: Arthur Weber Edler von Webenau
- 1889-1895: Emil von Gödel-Lannoy
- 1895-1902: Otto von Hohenwart
- 1902-1905: Otto zu Brandis
- 1905-1909: Albert Eperjesy von Szászváros und Tóti
- 1909: Gilbert von Hohenwart zu Gerlachstein
- 1909-1920: Otto Kuhn von Kuhnenfeld

## Repubblica austriaca
- 1920-1931: Johannes Alfred Eduard Wimmer
- 1931-1954: Johannes Wimmer
- 1954-1955: Rudolf Seemann
- 1955-1960: Klaus Wintersein
- 1960-1964: Rudolf Ender
- 1964-1973: Herman Gohn
- 1973-1979: Jörg Schubert
- 1979-1985: Erich Hochleitner
- 1985-1993: Alexander Otto
- 1993-1995: Heinz Weinberger
- 1995-2004: Alfred Missong
- 2004-2009: Ferdinand Trauttmansdorff
- 2009: Edwald Jaeger
- 2009-2013: Bernhard Wrabetz
- 2013-2018: Thomas Stelzer
- Dal 2018: Robert Zischg